# Pédagogie du Faucon
 (septembre 2022).
La pédagogie du Faucon, en latin Paedagogium Falconis, était l'une des quatre pédagogies de la Faculté des Arts de l'université de Louvain. Les trois autres étaient la pédagogie du Cochon, la pédagogie du Lys et la pédagogie du Château. C'est la seule pédagogie qui n'a pas été vendue et démolie. La Faculté des Arts servait de propédeutique obligatoire avant le choix d'une des quatre autres Facultés (et avec lui des autres collèges).
La devise de la pédagogie a été, depuis la fondation de l'université de Louvain, Volitat super omnia falco.

## Fondation
Le nom vient du premier nom de la rue de Savoie sur lequel le collège de Savoie se trouvait et en face duquel se trouvait initialement la pédagogie. On ne sait pas plus au sujet du nom Faucon. Le premier directeur fut Jean Stockelpot, licencié dans le domaine des Arts.

## Déménagement vers la rue de Tirlemont

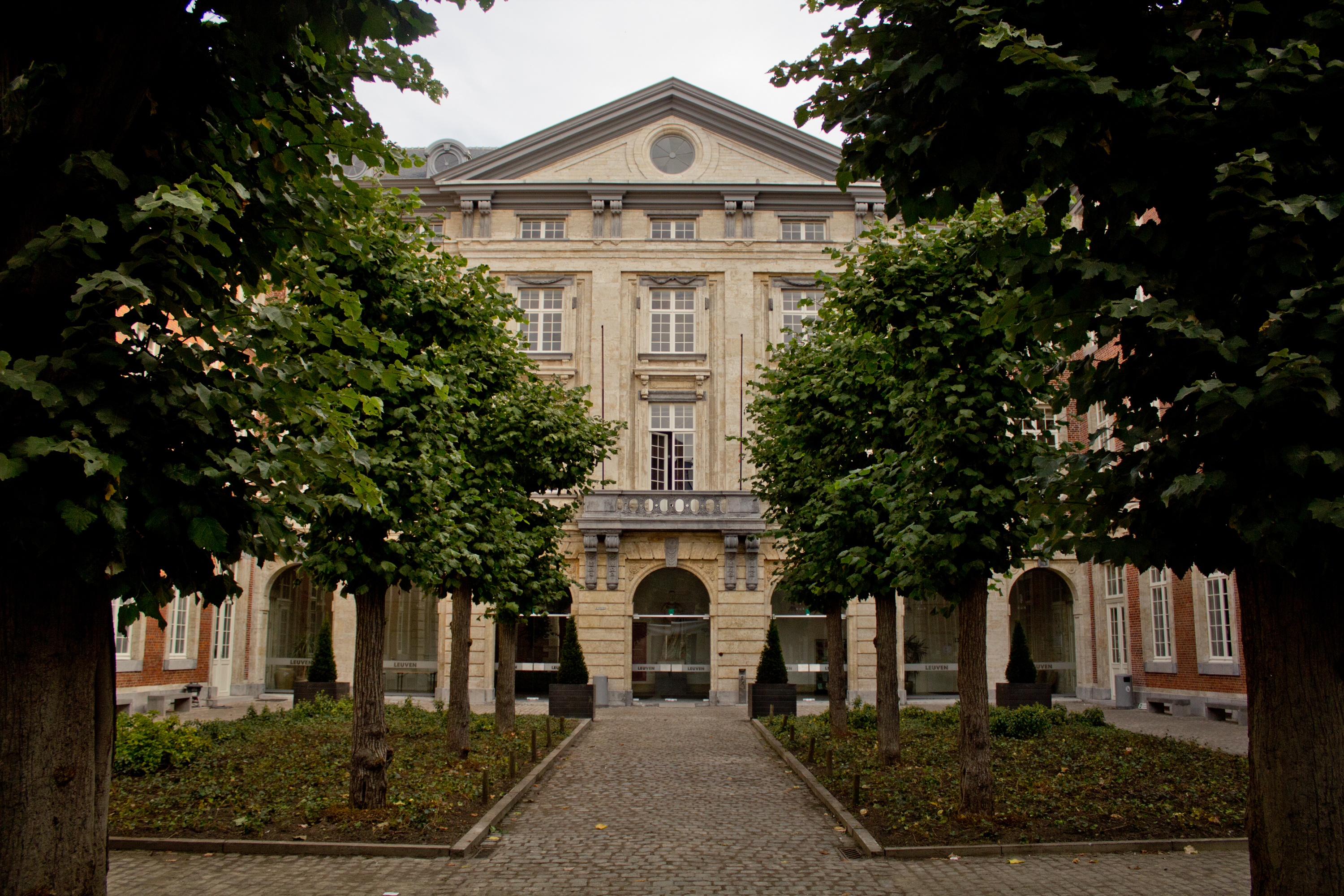
La pédagogie du faucon sur la rue de Tirlemont, Louvain, Belgique

En 1543, le directeur de la pédagogie, Guillaume Everaerts la Velpen, fils du seigneur de Opvelp, achète une maison dans la rue de Tirlemont. Selon les uns, cette maison était appelée « Le Chaudron » ou « Cacabus ». Everaerts était un maître dans le domaine des Arts et avait un baccalauréat en droit. Il y construisit des salles de classe, un réfectoire, et, apparemment, avec le reste de son argent il a payé le déménagement vers la rue de Tirlemont. Il a donné en 1546 sa propriété privée à la pédagogie du Faucon. Plusieurs directeurs ont acheté des terres et y développèrent la pédagogie : Martin Bodewyns de Rythoven, évêque d'Ypres ; Nicolas Zoesius, chanoine de Tournai, et évêque de Bois-le-Duc aux Pays-Bas; Charles van Zillebeke; Claude Losson, qui, d'ailleurs, par son testament, avait tenu à ce qu'une chapelle soit construite (1634). Le plus grand architecte est Jean-Pierre Gérard de Raymaecker, un louvaniste, qui fit construire une façade monumentale le long de la rue de Tirlemont. La politique de l'empereur autrichien Joseph II, avait bloqué la construction d'une structure plus grande.

## Anciens
Quelques alumni connus de la pédagogie de L'Valk sont : Mgr Gérard Jacobs van Deurne, durant de la contre-réforme ; Gilles Van den Berghe, soit l'évêque Gilles de Monte, évêque de Deventer, aussi un contre-réformateur; Jacob Wellens, évêque d'Anvers, au XVIIIe siècle, l'inventeur du gaz d'éclairage Jan Pieter Minckeleers ou le musicien Pierre Joseph Bille (à la fin du 18e siècle).

## Hôpital militaire
À la suite de la fermeture de l'université de Louvain en 1797 par le pouvoir français, de 1801 à 1852, l'ex-pédagogie du Faucon servit d'hôpital militaire. Certaines ailes de l'immeuble ont été alors reconstruites.

## L'incendie et la reconstruction
Le 12 juin 1866, un important incendie se déclara à la pédagogie du Faucon. La plupart des bâtiments furent détruits; seulement le corps de garde et l'aile droite purent être épargnés. À partir de 1873, la pédagogie a été progressivement reconstruite jusqu'à la situation que nous connaissons aujourd'hui.

## KU Leuven
Depuis les années 1960, la pédagogie est retournée dans les mains de l'université de Louvain qui a pris les suites de l'ancienne : la KULeuven, elle y a mis sa Faculté de droit.